# Biberacher Schützenfest

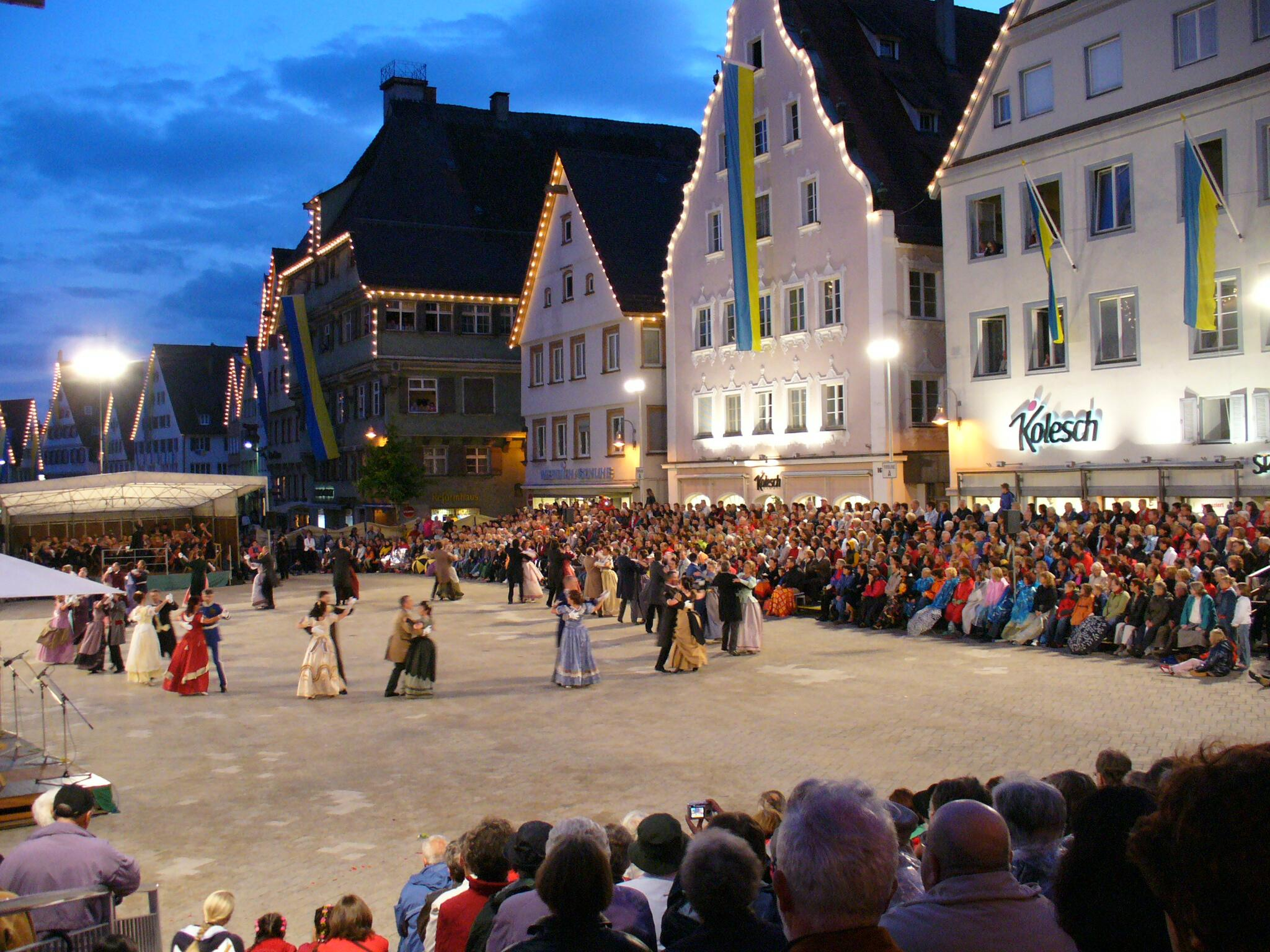
„Tanz durch die Jahrhunderte“

Das Biberacher Schützenfest ist ein traditionelles Kinder- und Heimatfest in Biberach an der Riß. Es findet jährlich im Juli, seit 2006 vor den Sommerferien, statt und wurde erstmals 1668 in einem Ratsprotokoll erwähnt. Während seiner neuntägigen Dauer präsentiert sich das Biberacher Schützenfest mit Darbietungen mit historischen Großveranstaltungen, mit Lustbarkeiten und Spielen für Kinder sowie auch mit Angeboten von Volksfestcharakter.
Veranstalter des Schützenfests ist die Stiftung Schützendirektion Biberach.

## Geschichte

### Ursprung und Namensgebung
Trotz der Namensgleichheit hat das Biberacher Schützenfest nichts mit den in West- und Norddeutschland üblichen Schützenfesten zu tun. Der genaue Ursprung des Schützenfestes und seiner Bedeutung ist nicht bekannt. Es wird vermutet, dass es sich ursprünglich um ein Schulfest mit Genehmigung der geistlichen Aufsicht und der weltlichen Behörde, des Scholarchats, gehandelt hatte. Den Namen Schützenfest erhielt die Veranstaltung vermutlich aufgrund des Standorts, dem Schützenberg. So wurde der äußere untere Teil des Gigelbergs samt Keller und Schützenhaus genannt.

### Nach dem Dreißigjährigen Krieg

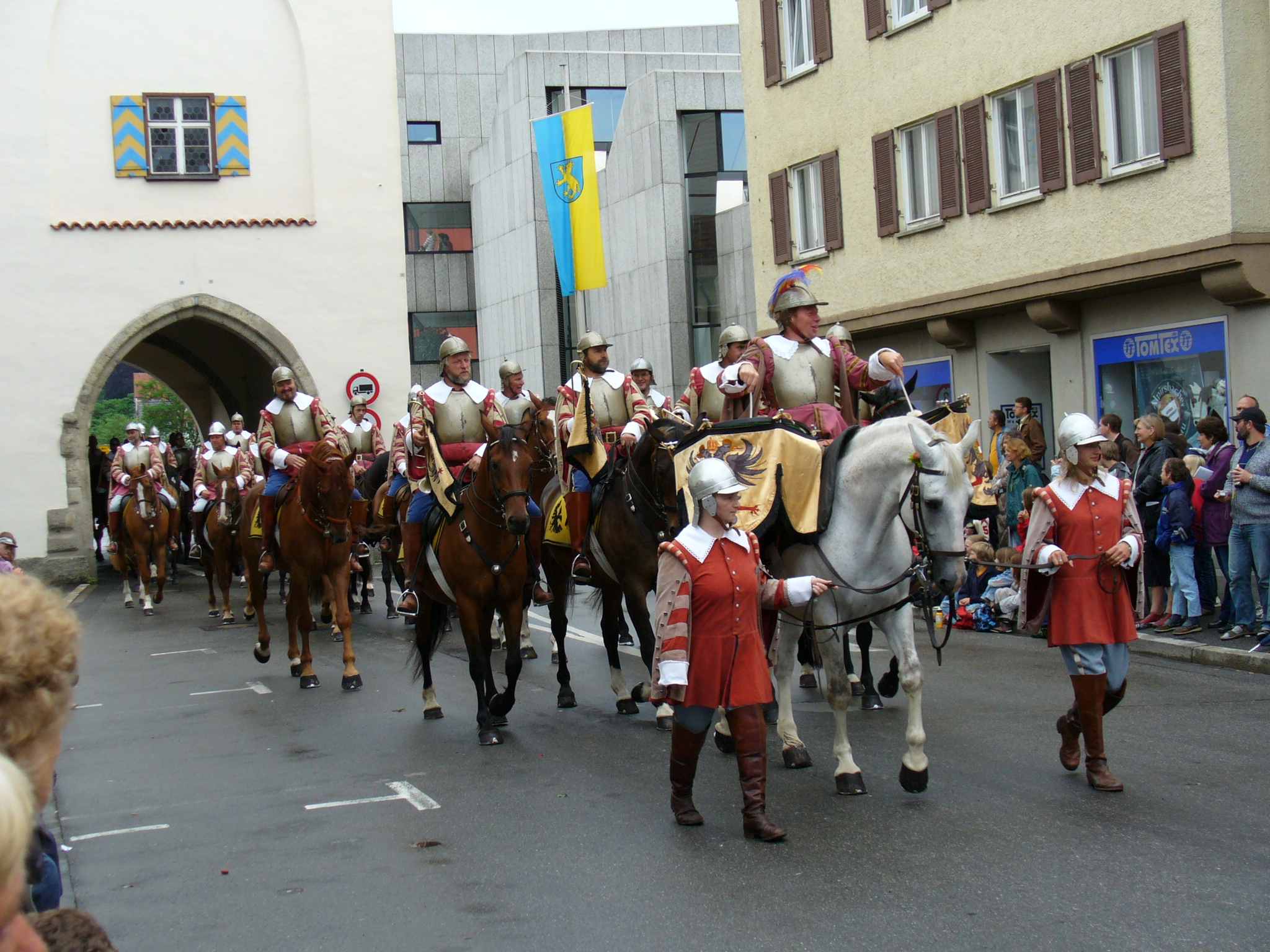
Historischer Umzug

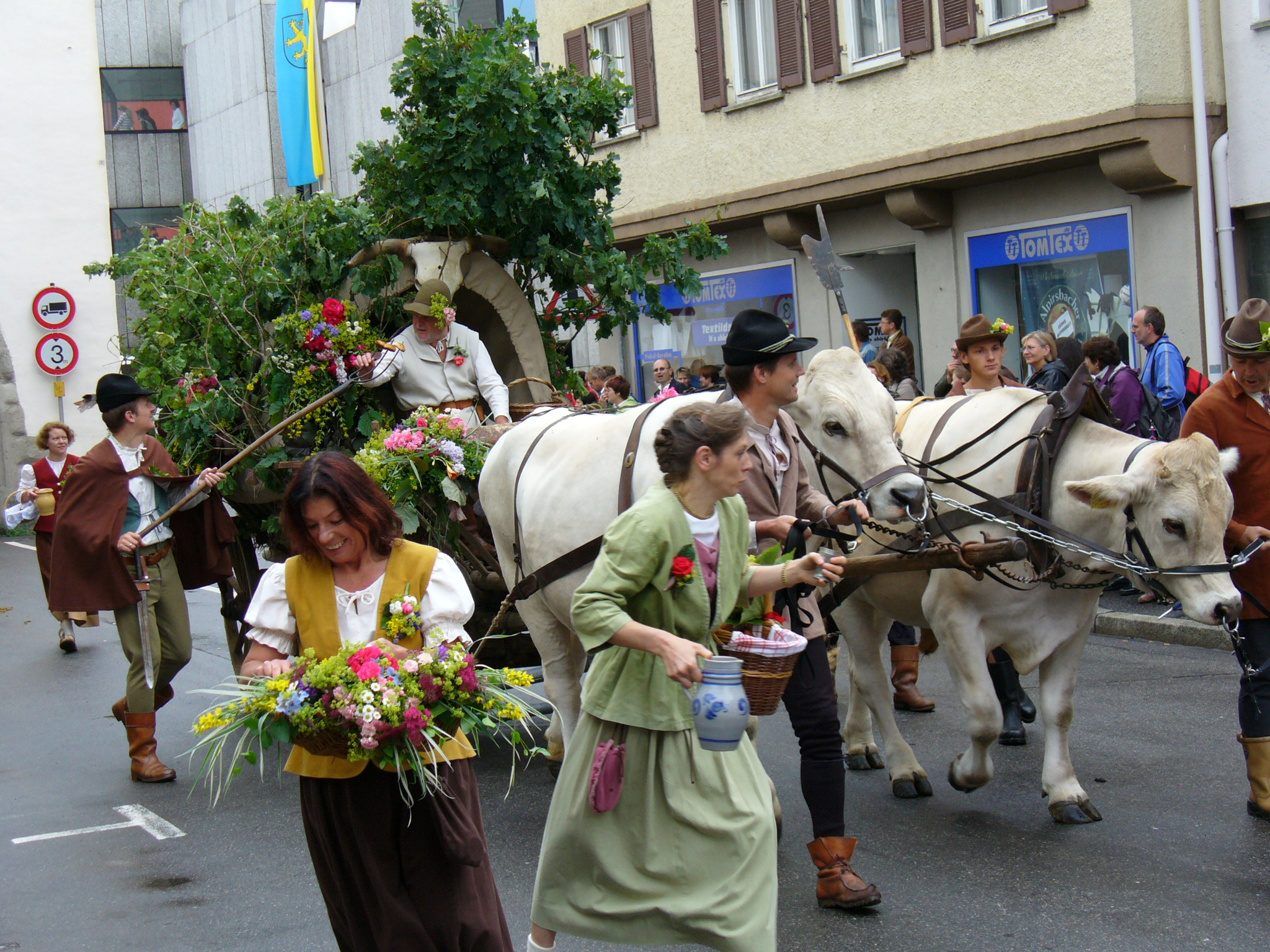
Der „Baltringer Haufen“ beim Historischen Umzug

Nach dem Dreißigjährigen Krieg erhielt die Reichsstadt eine paritätische Verfassung. Aus diesem Grund wurde das Schützenfest lange Zeit konfessionell getrennt gefeiert. Ein evangelisches Fest wird erstmals 1668 im Ratsprotokoll erwähnt. Die moderne Entwicklung des Schützenfestes fällt mit dem Ende der reichsstädtischen Selbstständigkeit zusammen. Im Jahr 1802 erklang erstmals der Choral Rund um mich her ist alles Freude, der sich bald als Festhymne durchsetzte. Seit 1810 gibt es für die Kinder eine Lotterie ohne Einsatz, die sogenannte Ziehung, bei der jedes Los gewinnt. Der Festzug war anfangs eine Art Blumen- und Fahnenkorso. Trommler kamen erst 1816 hinzu.
Die heutige Kleine Schützenmusik ging aus der 1821 gegründeten Knabenkapelle hervor. Das Schützentheater wurde 1819 in die Tradition mit aufgenommen. 1824 wurde das Schützen zur gemeinsamen Veranstaltung beider christlichen Konfessionen. Seit 1834 liegt die Trägerschaft und Durchführung bei der Schützendirektion.

### Nationalsozialismus
In der Zeit des Nationalsozialismus wurde die Heimatstunde zum festen Bestandteil des Festprogramms. Diese wurde zu einer hochrangigen Veranstaltung, in der jährlich ein neues Thema der Stadtgeschichte behandelt wird. Kurz vor dem Zweiten Weltkrieg setzte die Entwicklung des Historischen Festzugs ein.

## Festverlauf

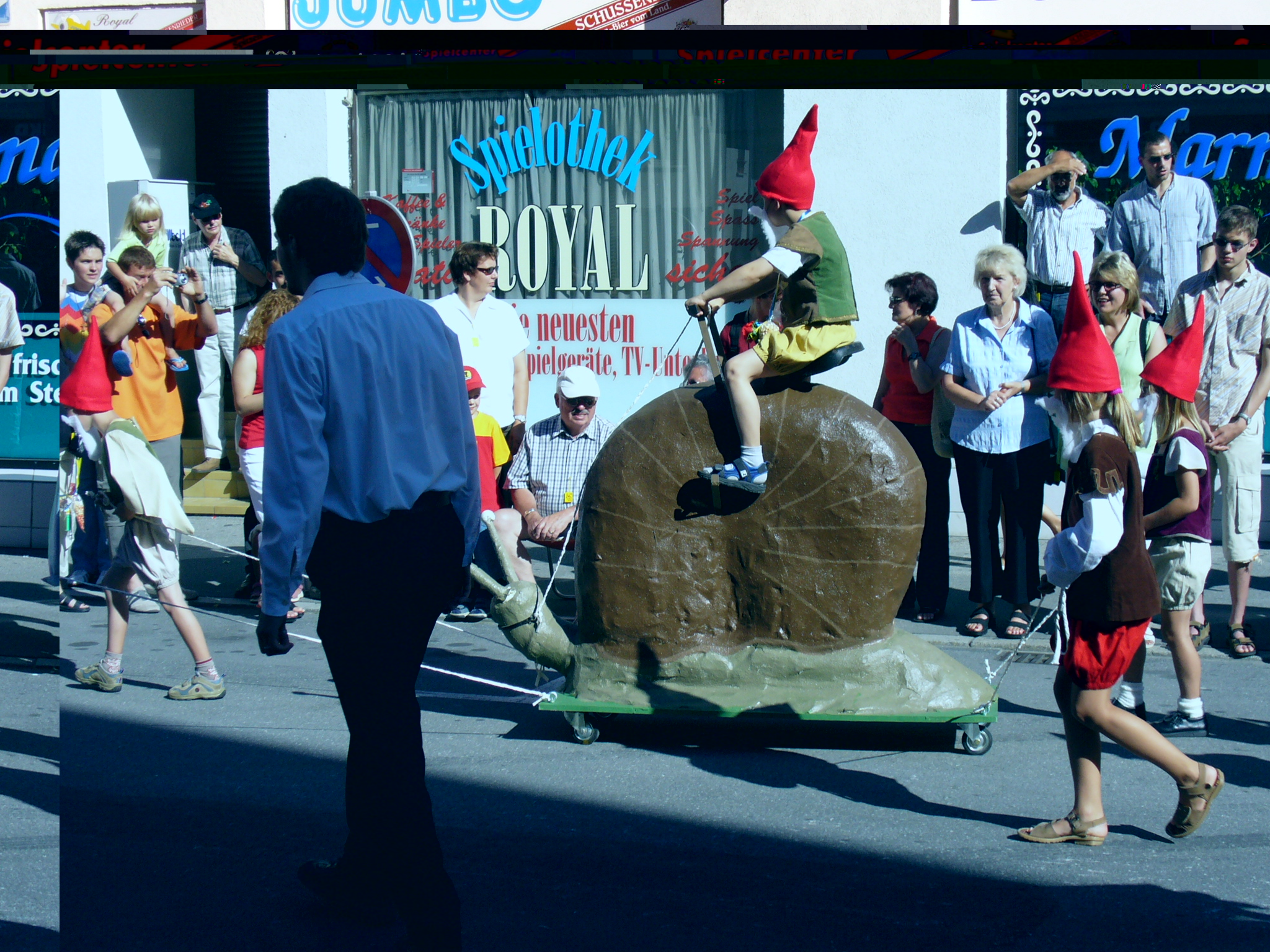
Gruppe im „Bunten Umzug“

Die Jahrgängervereinigungen veranstalten am frühen Abend des Schützensamstags den ersten Umzug durch die Stadt. Alle Jahrgangsjubilare (sortiert nach 40er, 50er … bis 100er) marschieren vor der Stadtpfarrkirche beginnend, bunt dekoriert, über den Marktplatz zu ihren jeweiligen Festlokalen in der Innenstadt. Tausende neugierige Zuschauer erwarten die Jubilare entlang des Jahrgängerumzugs.
Am Schützenmontag um 9 Uhr früh findet der „Bunte Zug“ statt, bis gegen Mittag findet dann die Ziehung für Schüler bis einschließlich zur siebten Klasse statt. Seit 2024 müssen die 7 Klässler nach der Ziehung auch am Biberschießen Teilnehmen. Ab der 8. Klassenstufe gibt es nur noch das Biberschießen, indem man mit einer Armbrust auf einer Zielscheibe zielt. Anschließend wird ein Schützenkönig und eine Königin ausgewählt (Schüler mit meisten Punkten) diese fahren dann an Schützendienstag in einer Kutsche durch die Stadt. Am Schützendienstag und Bauernschützen (zweiter Sonntag) finden die beiden historischen Festzüge statt. Dort werden alle wichtigen geschichtlichen Ereignisse der Stadt durch ca. 3.000 kostümierte Teilnehmer dargestellt. Dazu gehören unter anderem die Schwedensoldaten, die während des Dreißigjährigen Krieges gegen die schwarzen Kloks Soldaten, die Stadtsoldaten vom Schloss Horn in Fischbach kämpften, die Räuberbande des „Schwarzen Veri“ sowie Gruppen der verschiedenen Handwerker, wie Gerber, Bierbrauer und Glockengießer.
Am zweiten Freitag gibt es gegen 22.45 Uhr ein großes Feuerwerk, das wie das Lagerleben der Historischen Gruppen und der Vergnügungspark auf dem Gigelberg ist.

## Höhepunkte

### Festzüge und Tänze

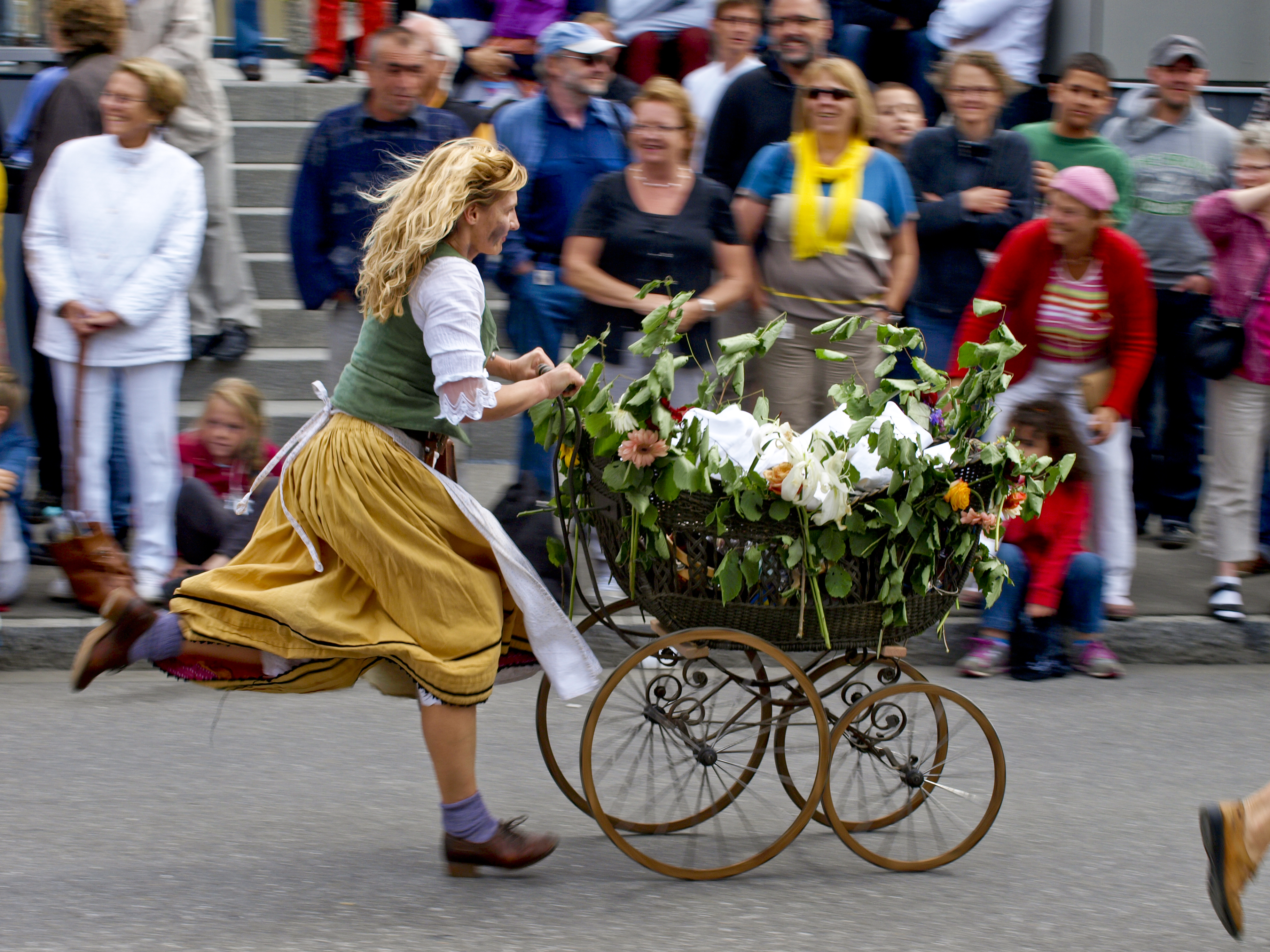
Eine schnelle Maid auf dem Schützenfest

Im historischen Festzug wird die Stadtgeschichte von der frühesten urkundlichen Erwähnung Biberachs unter den Salier-Kaisern bis zur Bismarck-Ära in exemplarischen Szenen dargestellt. Quellenforschung sowie eine möglichst originalgetreue Wiedergabe historischer Ereignisse und Personen geben dem Festzug am Schützendienstag und nochmals an Bauernschützen sein Gepräge. Mehr als 200 Gespann- und Reitpferde mit zeitgenössischen Geschirren und Zäumungen treten auf. Auch das Lagerleben historischer Festzugsgruppen rund um das Festgelände ist eine Besonderheit des Schützenfestes. Auch die Zunfttänze der Schüler tradieren handwerkliches Brauchtum in der Gegenwart. Der Tanz durch die Jahrhunderte zeigt bäuerliche, höfische und bürgerliche Tänze (Bauern-Tänze des späten Mittelalters, Renaissance-Tänze, Rokoko-Tänze, Bürgerball zu Bismarcks Zeiten, Charleston, Boogie-Woogie, Rock ’n’ Roll, Breakdance / Urbane Tänze) aus den Epochen vom 16. bis zum 20. Jahrhundert.
Der Bunte Festzug am Schützenmontag wechselt jährlich das Motto. Jede Biberacher Schule sucht sich ein Thema aus und gestaltet es. Der Wettbewerb unter den Schulen um die beste Darstellung hat zum Niveau des Festzugs beigetragen.
Der Tanz für Jung und Alt auf dem Biberacher Marktplatz vereint weit über zehntausend Menschen aus allen Generationen und Schichten.

### Schützentheater

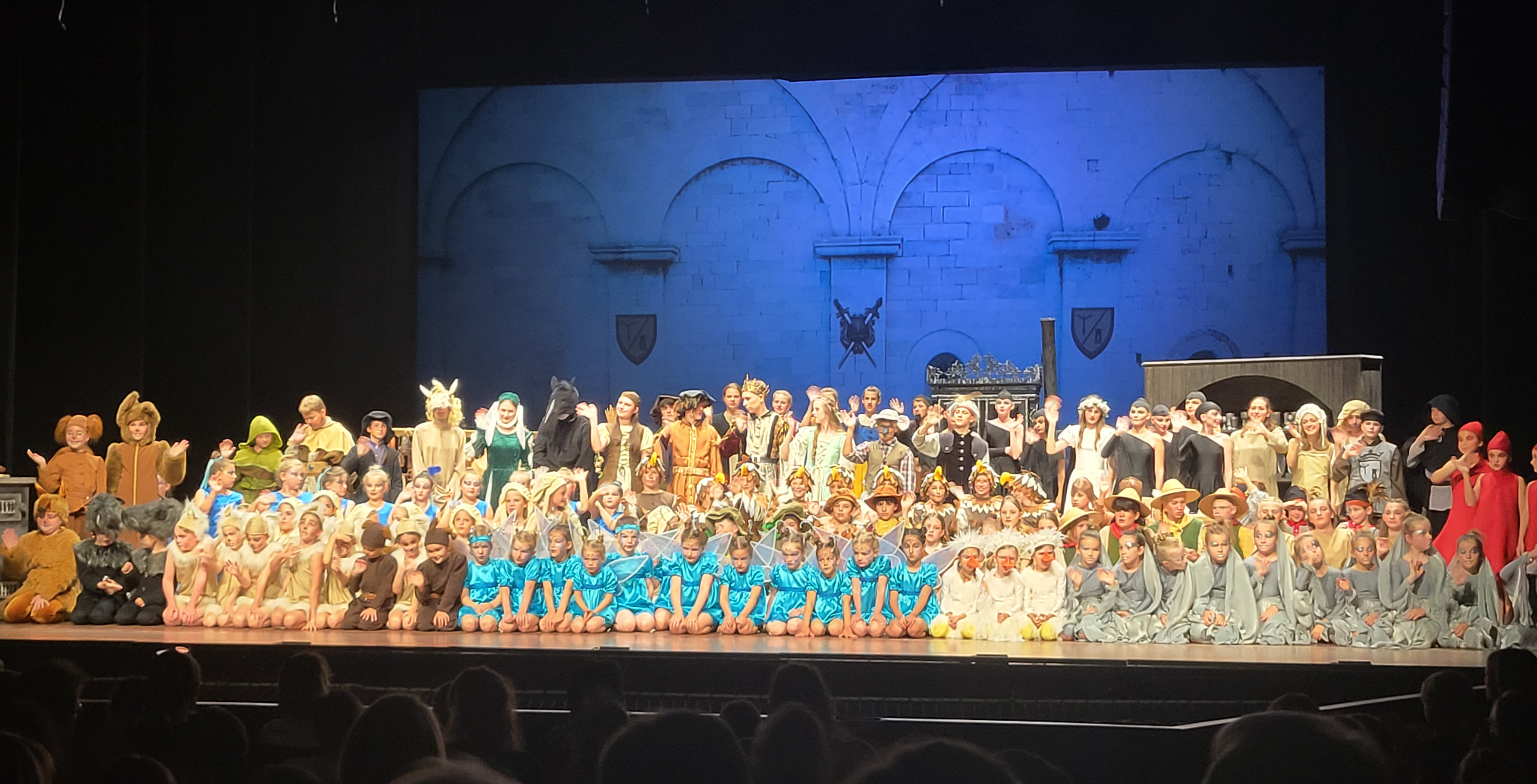
Ensemble des Schützentheaters 2025

Schon 1819 wurde zum ersten Mal von Schülern ein Theaterstück zur Zeit des Schützenfests aufgeführt, diese Veranstaltung schlief aber wenige Jahre später wieder ein. Ab 1859 ist ein regelmäßig stattfindendes Schülertheater zum Schützenfest belegt. Das seit Anfang des 20. Jahrhunderts so genannte Schützentheater ist damit eines der ältesten Kinder- und Jugendtheater in Deutschland. Seine jetzige Eigenart gewann es durch Märchenspiele mit Bühnenmusik und Balletteinlagen sowie durch ausgetüftelte Massenregie. Auf der Bühne wie im Orchestergraben wirken ausschließlich Kinder und Jugendliche mit. Mittlerweile sind rund 450 Kinder und Jugendliche im Alter von 4 bis 18 Jahren als Sprecher, Tänzer oder Musiker aktiv. 2024 wurden die über 30 Vorstellungen von über 17.200 Zuschauern besucht (das sind ziemlich genau 50 % der Einwohnerzahl der Stadt Biberach).

### „Biberschießen“
Beim Biberschießen schießen Schülerinnen und Schüler mit der Armbrust auf einen goldenen Biber auf einer Zielscheibe. Die Schülerin und der Schüler mit den jeweils meisten Punkten werden Schützenkönigin und -könig und fahren beim Historischen Festzug an Schützendienstag mit. 

### Sonstiges
Der große Vergnügungspark auf dem Gigelberg sowie die alten Bierkeller sind weitere Festattraktionen.